# Aliatypus janus
Aliatypus janus är en spindelart som beskrevs av Coyle 1974. Aliatypus janus ingår i släktet Aliatypus och familjen Antrodiaetidae. Inga underarter finns listade i Catalogue of Life.